# Józef Tarrats Comaposada
Józef Tarrats Comaposada SJ, (hiszp.) José Tarrats Comaposada (ur. 29 sierpnia 1878 w Manresie, zm. 28 września 1936 w Walencji) – błogosławiony Kościoła katolickiego, męczennik okresu wojny domowej w Hiszpanii, ofiara prześladowań antykatolickich, hiszpański brat zakonny Towarzystwa Jezusowego.

## Życiorys
Do nowicjatu jezuitów wstąpił 28 sierpnia 1895. Śluby zakonne złożył 2 lutego 1910, a następnie realizował powołanie pracując z chorymi w Tortosie. Po wprowadzeniu w 1932 roku przez rząd republikański dekretu o likwidacji zakonu w Hiszpanii, na terenach opanowanych przez republikanów pozostało 660 zakonników. Spośród stu szesnastu jezuitów zamordowanych w latach 1936–1937 Józef Tarrats Comaposada jest jednym z jedenastu beatyfikowanych męczenników, którzy mimo narastającego terroru nie opuścił ojczyzny. Aresztowany przez republikanów, a następnie stracony w Walencji w dniu 28 września 1936 roku.
Uznany został przez Kościół rzymskokatolicki za ofiarę nienawiści do wiary (łac. odium fidei).
Badanie okoliczności śmierci i materiały zaczęto zbierać w 1950. Proces informacyjny rozpoczął się 8 lipca 1952 w Walencji i trwał do 1956. Beatyfikowany w grupie wyniesionych na ołtarze męczenników z zakonu jezuitów, prowincji Aragonia, zamordowanych podczas prześladowań religijnych 1936–1939, razem z Józefem Aparicio Sanzem i 232 towarzyszami, pierwszymi wyniesionymi na ołtarze Kościoła katolickiego w trzecim tysiącleciu przez papieża Jana Pawła II. Uroczystość beatyfikacji miała miejsce na placu Świętego Piotra w Watykanie w dniu 11 marca 2001 roku.
Miejscem kultu Józefa Tarratsa Comaposady jest archidiecezja walencka. Relikwie spoczywają w Residencia Sagrado Corazón.
Wspomnienie liturgiczne obchodzone jest przez katolików w dzienną rocznicę śmierci (28 września) oraz w grupie Józefa Aparicio Sanza i 232 towarzyszy (22 września).